# Iabluniv, Turka
Iabluniv (în ucraineană Яблунів) este un sat în comuna Nîjnie Vîsoțke din raionul Turka, regiunea Liov, Ucraina.

## Demografie
Componența lingvistică a localității Iabluniv
     Ucraineană (100%)
Conform recensământului din 2001, toată populația localității Iabluniv era vorbitoare de ucraineană (100%).